# 2022 NX1
2022 NX1とは、直径が約 10メートル (33 ft) の地球近傍天体で、太陽の周囲を公転しているが、地球と月にゆっくりと接近した。2022年6月11日から2022年7月3日までの22日間、地球のヒル球（およそ 0.01天文単位 (1.5×106 km; 0.93×106 mi) ）内を低い相対速度で通過し、一時的に地球の重力に捕らえられた。地球を中心としたとき、1未満の軌道離心率と負の軌道エネルギーを持っていた。元々の軌道は地球と似ていたため、2022 NX1は人工物または月からのイジェクタである可能性がある。2022年に地球に最接近したのは2022年6月26日で、高度 812,200 km (504,700 mi) 、相対速度は 0.96キロメートル毎秒 (2,100 mph) であった。それ以前に地球に接近したのは1981年1月16日頃で、地球から約 600,000 km (370,000 mi) 離れた距離を通過した。2051年12月に再び地球の重力に一時的に捕らえられる可能性がある。
| 元期       | 地球との距離                 | 地球を中心とした 軌道離心率 | 遠地点                     | 公転周期                |
| ---------- | ---------------------------- | --------------------------- | -------------------------- | ----------------------- |
| 2022-06-11 | 0.0077天文単位 (1.15×106 km) | 1.024                       | {\displaystyle \infty }    | {\displaystyle \infty } |
| 2022-06-12 | 0.0075天文単位 (1.12×106 km) | 0.997                       | 3.6天文単位 (540×106 km)   | 509,532日 (1,395.02 a)  |
| 2022-06-21 | 0.0058天文単位 (0.87×106 km) | 0.815                       | 0.054天文単位 (8.1×106 km) | 1,067日 (2.92 a)        |
| 2022-07-02 | 0.0058天文単位 (0.87×106 km) | 0.987                       | 0.82天文単位 (123×106 km)  | 56,465日 (154.59 a)     |
| 2022-07-03 | 0.0059天文単位 (0.88×106 km) | 1.008                       | {\displaystyle \infty }    | {\displaystyle \infty } |

2022 NX1は、2022年7月2日にナミビアのMoonbase South Observatoryによって、南半球に存在するくじゃく座の領域で-59°の深い赤緯を持っていたときに発見された。
31.2日の観測弧により、この小惑星が2075年から2122年の間に地球に衝突する可能性は0.83%であるとされる。この小惑星は、1981年に一時的に地球の重力に捕らえられフライバイを経験し、その後2022年に別のフライバイを経験した。31日間の観測弧は、2051年に重力に捕らえられ一時的な衛星になる可能性があると予測している。